# Wikipédia en tchétchène
Wikipédia en tchétchène (en tchétchène : Нохчийн Википеди) est l’édition de Wikipédia en tchétchène, langue ibéro-caucasienne parlée en Tchétchénie en Russie. L'édition est lancée officiellement en avril 2005 (l'article en tchétchène indique la date du 28 février 2005) et dans les faits en février 2006. Son code est : ce.
Au 20 mars 2025, l'édition en tchétchène contient 601 470 articles et compte 40 991 contributeurs, dont 54 contributeurs actifs et 3 administrateurs.

## Présentation

Aire de diffusion du tchétchène au sein des langues nakho-daghestaniennes.

L'édition est lancée en 2005. Au 16 février 2013, il y avait 1 604 articles. Le travail de rédaction avançait très lentement. Les modifications sont souvent apportées par des robots. Plusieurs personnes ne sont pas satisfaits du travail réalisé et demandent en 2006 et en 2008 de fermer l'édition sans résultat.
Plusieurs articles sont écrits en caractères latins. Il est demandé en 2012 de supprimer ces articles ou de les translittérer en cyrillique.

## Statistiques
- Le 9 février 2015, l'édition en tchétchène compte 79 445 articles et 9 194 utilisateurs enregistrés[6], ce qui en fait la 58e[7] édition linguistique de Wikipédia par le nombre d'articles et la 156e[8] par le nombre d'utilisateurs enregistrés, parmi les 287 éditions linguistiques actives.
- Le 5 novembre 2022, elle contient 499 786 articles et compte 31 549 contributeurs, dont 61 contributeurs actifs et 3 administrateurs.
- Le 7 août 2024, elle contient 601 383 articles et compte 38 798 contributeurs, dont 64 contributeurs actifs et 3 administrateurs.
- Le 29 août 2024, elle contient 601 391 articles et compte 39 058 contributeurs, dont 60 contributeurs actifs et 3 administrateurs.